# Monastère de Kirchberg
Le monastère de Kirchberg est un ancien monastère de sœurs dominicaines situé dans la commune de Sulz am Neckar, dans le Bade-Wurtemberg (Allemagne). Il est perché sur une colline boisée, à 571 m d'altitude, entre Forêt-Noire et Jura souabe.

## Histoire
La première mention du lieu, datant de 1095, fait état d'un château des comtes de Hohenberg. Le monastère est édifié en 1237 par le comte Burkhard III de Hohenberg pour la communauté des sœurs augustines. Sa fondation est entérinée en 1245 par le pape Innocent IV, qui l'incorpore à l'ordre des dominicains, alors bien implanté dans la région. Au nombre de dix à la fondation du monastère, les religieuses sont déjà 60 dix ans plus tard et Kirchberg devient vite un haut lieu de piété mystique.
En 1381, à l'extinction de la dynastie des Hohenberg, le comté est vendu au Habsbourg et Kirchberg fait partie jusqu'en 1805 d'une enclave de l'Autriche antérieure.
Au XVe siècle, la rigueur monastique se relâche. Des irrégularités dans l'administration compromettent les fondements économiques du monastère, les querelles entre Habsbourg et comtes de Hohenzollern-Haigerloch divisent les religieuses. Au début du XVIe siècle, le monastère de Kirchberg se transforme même en un lieu d'amusement et de débauche pour les junkers de la région. En 1525, le monastère est pillé pendant la guerre des paysans. En 1529, il est partiellement détruit par un incendie, puis très sommairement reconstruit. En 1564, 39 sœurs dominicaines de Pforzheim, ville devenue protestante, s'installent à Kirchberg et donnent au monastère un nouvel essor. Les pèlerins viennent y vénérer une « vierge qui pleure ». Déclaré autel privilégié, l'autel principal, auquel est attachée une indulgence, attire de plus en plus de fidèles et d'importants travaux de reconstruction sont entamés à la fin du XVIIe siècle et se poursuivent jusque vers le milieu du XVIIIe siècle.
En 1805, le traité de Presbourg cède au Wurtemberg l'enclave autrichienne de Hohenberg, dont fait partie le monastère, celui-ci est alors sécularisé, puis dissout le 11 octobre 1806. Les religieuses sont autorisées à y rester, la dernière quittant les lieux en 1855.
Dès 1851, une école d'agriculture y est installée. Elle sera fermée en 1941.

## Affectation actuelle
En 1956, la confrérie évangélique Saint Michaël (connue également sous le nom de Mouvement de Berneuchen) a obtenu la permission de s'installer dans les bâtiments de l'ancien monastère et d'en faire un lieu de recueillement.
Le monastère abrite par ailleurs depuis 2000 une exposition permanente d'œuvres de l'artiste Helmuth Uhrig (1906-1979) – sculptures sur pierre et sur bois, vitraux, mosaïques, tableaux –, qu'il a léguées à la confrérie, dont il était membre.
La maison Berneuchener Haus Kloster Kirchberg, ouverte aux confessions et croyances les plus diverses, propose chaque année une bonne centaine de manifestations dans les domaines les plus variés tels que méditation et prière, peinture, calligraphie et photographie, assistance spirituelle, prière du cœur, yoga, danse, qi gong ou jeûne.
L'atmosphère spirituelle de la maison est rythmée par les heures canoniales, offices liturgiques auxquels sont aussi invités les hôtes de passage. Du lundi au samedi, les laudes (« louanges ») sont célébrées à 7h45, la sexte (office de midi) à 12 heures, les vêpres à 18 heures et les complies à 21 heures. Ces offices allient la tradition monastique à des cantiques spirituels modernes.
Le dimanche, un culte protestant est célébré à 9 heures, ainsi qu'un office de midi à 12 heures et un office du soir à 18 heures.

## Architecture

### Extérieur
Le complexe du monastère, entouré d'un mur, a conservé sa structure et est en bon état de conservation. Le portail d'entrée (1749), qui ouvre sur une cour en déclive entourée de bâtiments disposés en polygone irrégulier, est couronné d'une statue de la vierge flanquée de deux anges entourant les armoiries du monastère. À gauche et à droite du porche se dressent une statue de saint Dominique et une autre de sainte Catherine de Sienne.

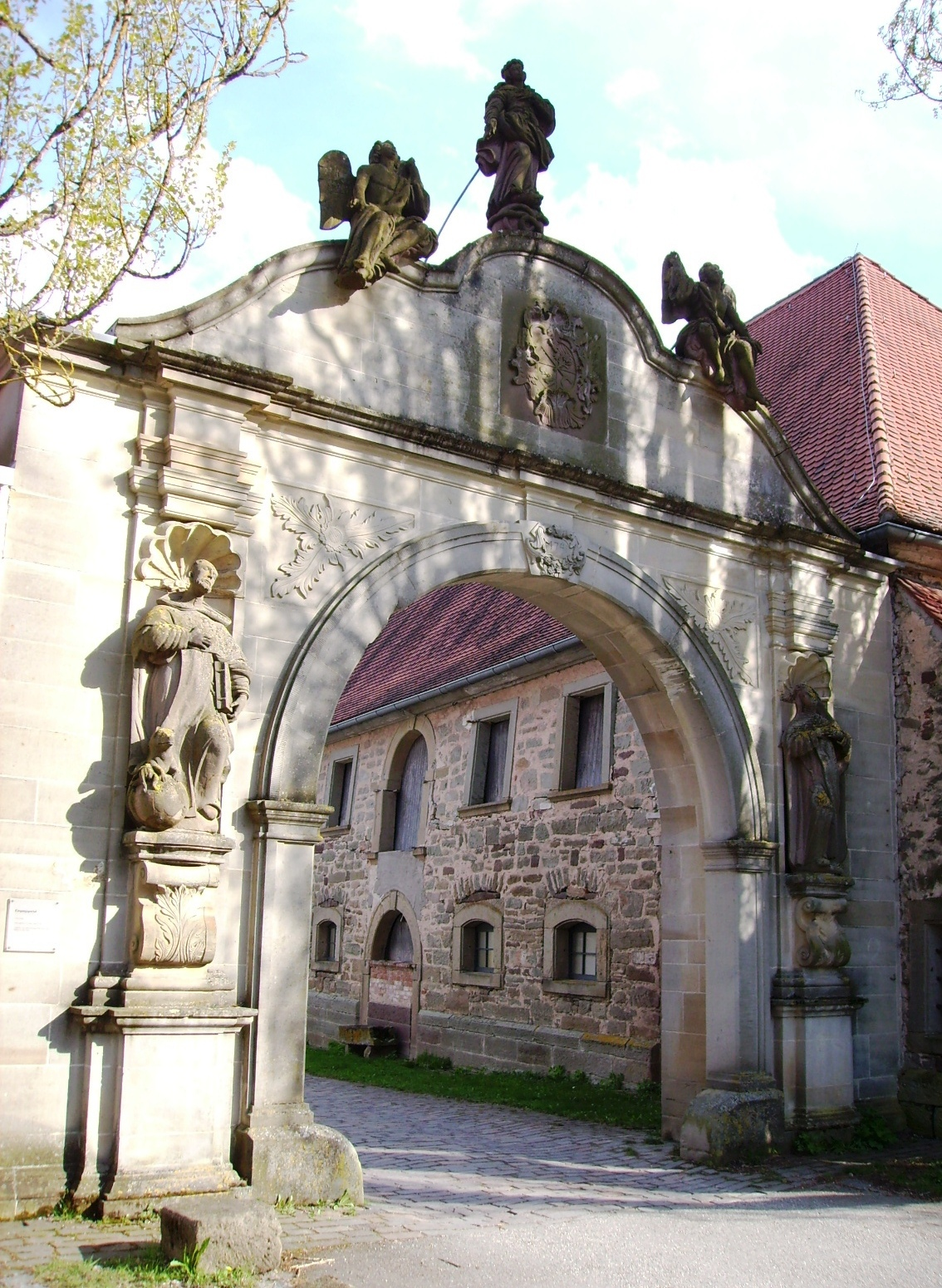
Portail d'entrée

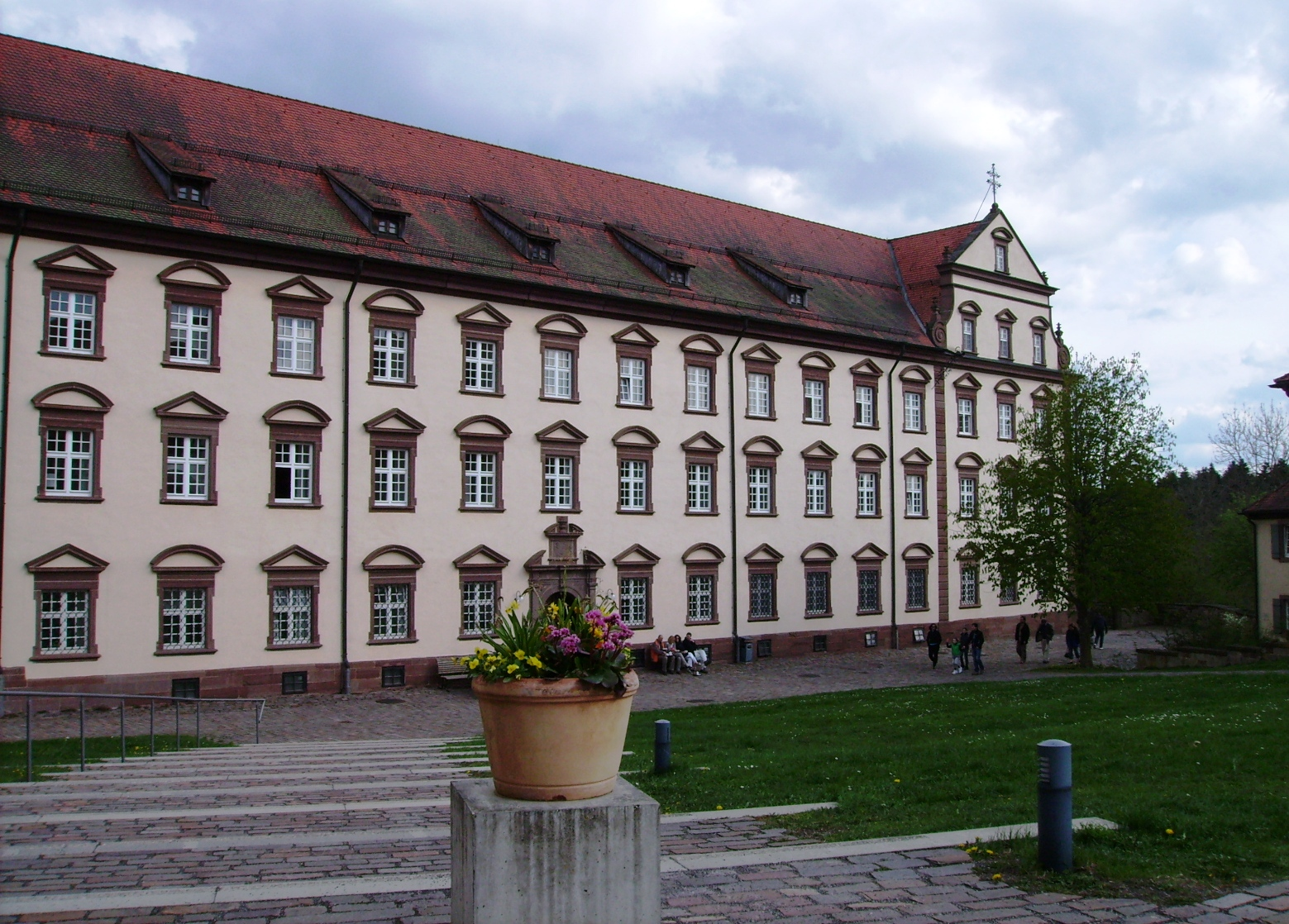
Façade baroque du bâtiment conventuel (1733)

À gauche derrière l'entrée se trouve un bâtiment allongé, l'ancienne école d'agriculture, qui abrite aujourd'hui des chambres et des salles d'activités. Le reste de l'aile gauche du complexe est constituée par des écuries transformées en chambres et en appartements de fonction et par une grange abritant actuellement l'exposition consacrée à Helmut Uhrig.
L'ancienne écurie à droite de l'entrée n'est actuellement plus utilisée. Elle est suivie par une rangée de bâtiments comprenant la maison du gardien, une grange, un café et des appartements réservés au personnel.
Au milieu de la cour se trouve l'ancien four, transformé en boutique, ainsi que la maison de maître, aujourd'hui bâtiment administratif et appartement du directeur de l'établissement.
Au fond de la cour se dresse le bâtiment conventuel proprement dit, érigé en 1733 devant le couvent gothique d'origine composé de quatre ailes entourant un cloître. Sa façade est ornée de trois étages de fenêtres encadrées de grès et flanquée de deux pignons baroques. L'église, perpendiculaire au corps du bâtiment, occupe l'aile nord du cloître. Seuls les murs extérieurs de l'édifice gothique sont préservés. On accède à l'église sur le côté nord par la chapelle Sainte-Catherine, baroque (1692) et de plan octogonal. Le cloître conserve encore sur deux côtés ses arcades gothiques aux remplages ajourés. De l'aile est, il ne reste aujourd'hui que le portail monumental s'ouvrant sur le cimetière des sœurs, où l'on trouve les tombes en ruines, certaines ornées de croix en fer forgé, des dernières sœurs de Kirchberg. Au sud du cloître, un puits maintenant asséché, est dominé par une statue de Saint Michel Archange.

### Église

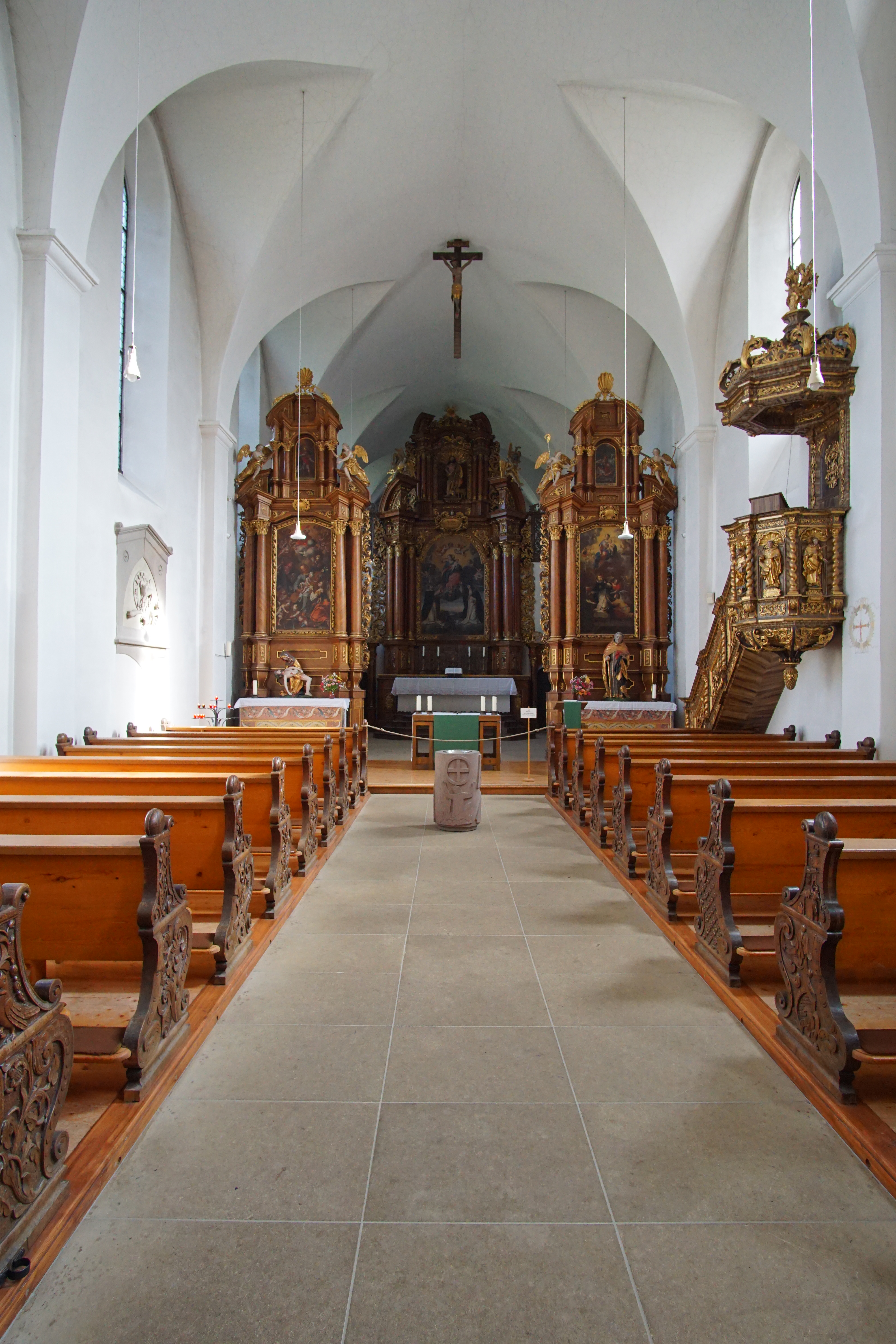
L'église du monastère et son autel baroque

On y accède par la petite chapelle Sainte-Catherine. Dans l'église, très lumineuse, au plan rectangulaire, la disposition des trois autels donne l'impression d'un chœur. La couverture est en neuf voûtes d'arêtes s'appuyant sur des pilastres. Trois travées sont réservées au chœur fictif, à l'est, trois à la nef proprement dite, accueillant les fidèles, et trois au chœur des religieuses, à l'ouest, surélevé par rapport au reste de l'église.

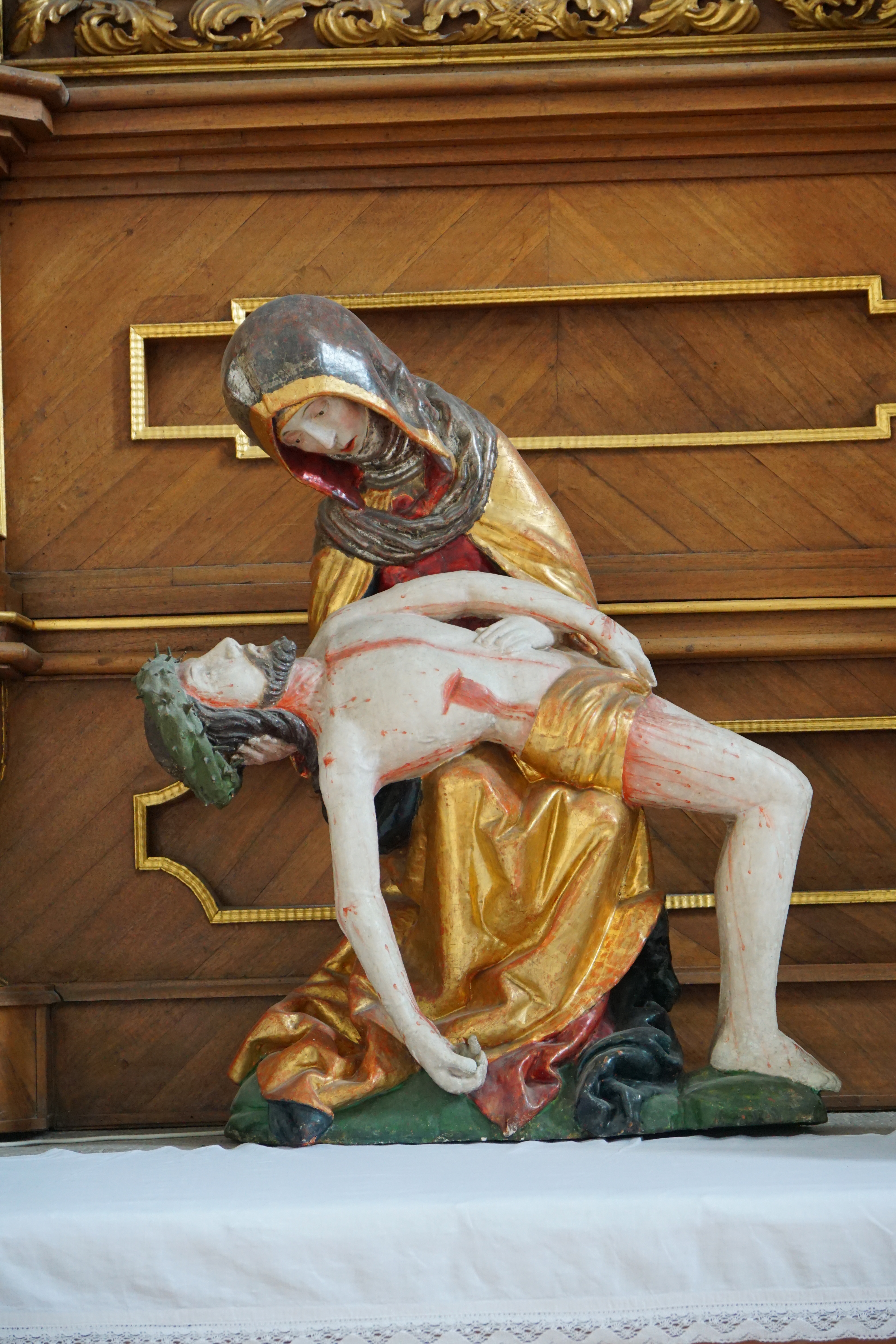
Église du monastère − pietà du début du XVIe siècle au pied du retable gauche

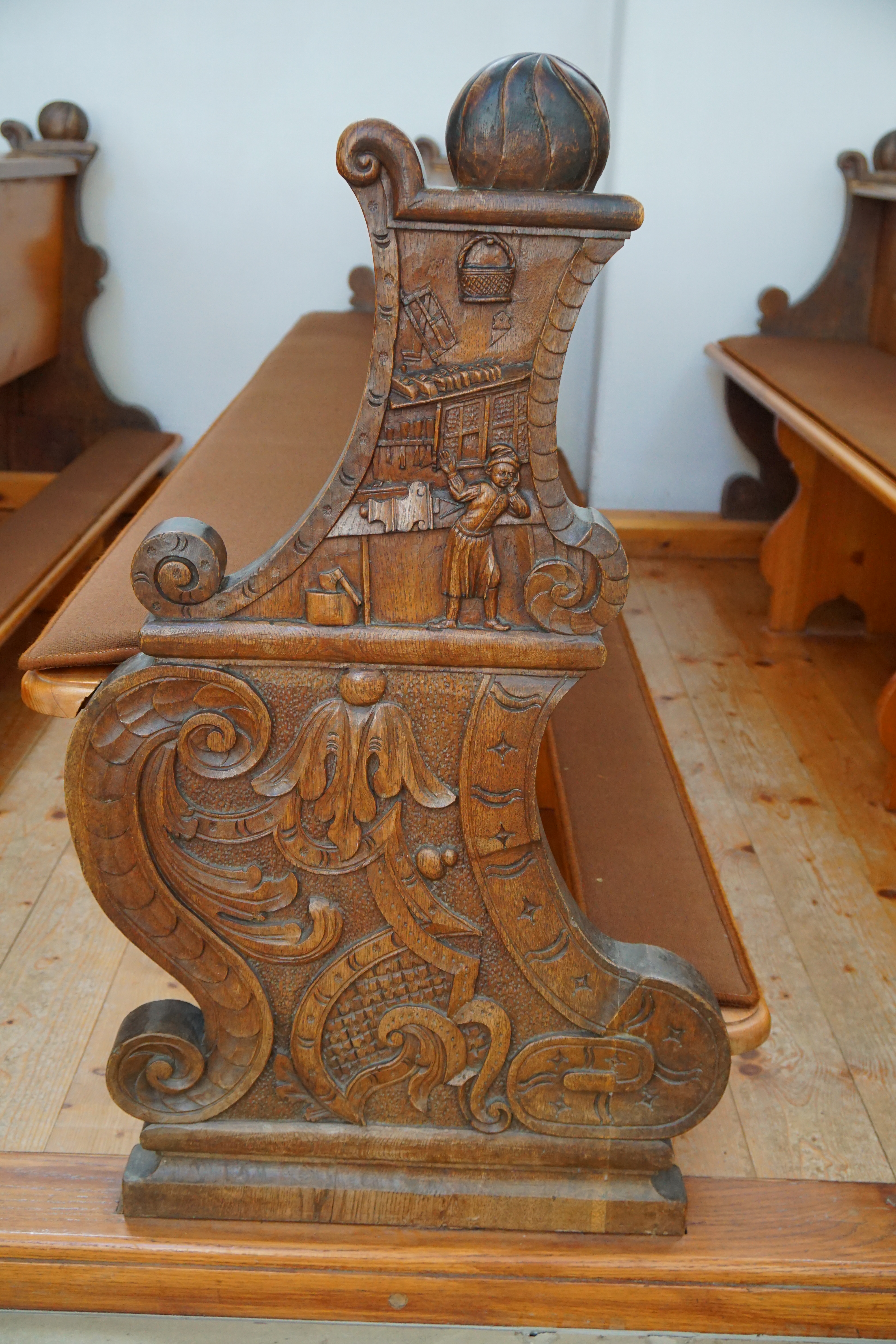
Église du monastère − jouée de banc donnant sur l'allée centrale

Le maître-autel est couronné par une statue de saint Jean-Baptiste, le saint patron de l'église. Le retable représente saint Dominique, le fondateur de l'Ordre dominicain, et sainte Catherine de Sienne, qui reçoivent des mains de Marie, Reine du ciel, et de l'Enfant Jésus le rosaire, invitation à la prière. Sous le retable, un antependium de cuir représente la résurrection du Christ.
Le retable droit, devant lequel se dresse la statue de saint Thomas d'Aquin montre le grand théologien de l'ordre des Dominicains à genoux devant le Christ en croix, recevant le bonnet de docteur. Le retable gauche représente Joseph prenant sur ses genoux l'Enfant Jésus à qui est adressée la première prière, apportée par un ange gardien. L'événement est si important que le charpentier interrompt son travail, qu'une multitude d'anges s'empressent de poursuivre. Au pied du retable, se trouve la plus importante œuvre d'art de Kirchberg : une pietà très expressive du début du XVIe siècle, probablement du même artiste que le crucifix placé au-dessus du maître autel.
La chaire de vérité revêt une importance particulière dans les églises dominicaines, l'ordre étant celui des Prêcheurs. C'est ainsi qu'on y voit quatre grands saints de l'Ordre entourer le prédicateur (Vincent Ferrier, Dominique de Guzmán, Thomas d'Aquin et Pierre de Vérone). La colombe - symbole du Saint-Esprit - la survole, tandis que l'abondante corbeille de fruits qui orne l'abat-voix fait allusion aux fruits de l'Esprit.
Les portes près du maître-autel sont surmontées de statues de deux autres saints dominicains : à gauche, le pape Pie V, vigoureux promoteur des réformes du Concile de Trente (convoqué par Paul V en 1545 pour adapter le dogme catholique et réformer l'Église) ; à droite, saint Antonin († 1459) archevêque de Florence, qui tient en sa main une balance : selon la légende, un paysan lui aurait apporté des figues, geste qu'il apprécia et auquel il répondit « Deo gratias ». « Qu'ai-je à faire de ces mots », rétorqua le paysan, « c'est de l'argent qu'il me faut ». « Voyons », dit le saint, « ce qui pèse le plus aux yeux de Dieu ». Il prit alors une balance, mit les figues sur l'un des plateaux, et sur l'autre un morceau de papier sur lequel il avait écrit « Deo gratias ». Aujourd'hui encore, le visiteur peut constater que ce sont bien ces deux mots qui pèsent le plus.
Les jouées des bancs (datées de 1748) donnant sur l'allée centrale portent des motifs sculptés en bas-relief figurant des scènes souvent très réalistes, telle celle (deuxième banc sur la droite en regardant l'autel) représentant le sculpteur lui-même travaillant dans son atelier sur l'une de ces jouées à demi achevée. La corbeille à pain y est suspendue au plafond, ce qui laisse entendre qu'il devrait être mieux payé, clin d'œil probablement saisi par le commanditaire, qui eut suffisamment d'humour pour tolérer la présence de cette scène.
Plusieurs pierres tombales apposées aux murs de l'église, dont celle du fondateur du monastère, sont celles de membres de la dynastie des Hohenberg.
Le chœur des religieuses est disposé en galerie à l'extrémité ouest de l'église. Il comporte un orgue baroque à double façade de 1725, restauré en 1989.

### Bâtiment conventuel
L'aile ouest du monastère a connu une restauration fidèle à l'original après l'incendie de 1979 et est utilisée par l'association Berneuchener Haus Kloster Kirchberg. C'est ici que se trouvent les salles de réunion, les chambres d'hôtes, deux réfectoires et la cuisine. 
On peut encore voir dans l'entrée le vieux « tour », meuble circulaire et rotatif qui permettait de faire passer des objets du monde extérieur dans la zone cloîtrée, préservant ainsi la solitude des religieuses. 
 : document utilisé comme source pour la rédaction de cet article.
- (de) Cet article est partiellement ou en totalité issu de l’article de Wikipédia en allemand intitulé « Kloster Kirchberg » (voir la liste des auteurs).